# Émile Loubet
Émile Loubet (Marsanne, 30 dicembre 1838 – Montélimar, 20 dicembre 1929) è stato un politico francese.
È stato presidente del Consiglio dal 27 febbraio al 6 dicembre 1892 e presidente della Repubblica Francese dal 18 febbraio 1899 al 18 febbraio 1906.

## Biografia
Émile François Loubet è il terzo ed ultimo figlio di Augustin Loubet (1808-1882) e Marie-Marguerite Nicolet (1812-1905), proveniente da una famiglia di contadini e costruttori edili della Drôme (il padre del futuro presidente è stato sindaco di Marsanne per 26 anni).
Ha un fratello maggiore, Joseph-Auguste (1837-1916), medico e una sorella, Félicie (deceduta nel 1892).
La moglie, Marie-Louise Picard (1843-1925), era la figlia di Louis-Philibert Picard, ricco proprietario di negozi di ferramenta, e di Philippine Coste, figlia a sua volta di Matthieu Coste, sindaco di Marsanne.
Da lei ebbe quattro figli: Marguerite (1870-1964), attivista e organizzatrice per l'infanzia, Joseph (1871-1873), Paul Auguste (1874-1948) e Émile (1892-1916), entrambi avvocati. La figlia stessa andò in sposa ad un ricco avvocato, Humbert de Soubeyran de Saint-Prix (1866-1916), che nel 1913 diventò consigliere della Corte d'appello di Parigi.

## Carriera politica
Laureato in legge, dopo la fine della Guerra franco - prussiana, che aveva causato la caduta dell'imperatore Napoleone III e l'instaurazione della Terza Repubblica francese, Émile Loubet si dedicò presto alla carriera politica, venendo eletto deputato nel 1876, sedendo tra le file dei moderati. Loubet a questo punto intraprese una rapida carriera politica: senatore nel 1885, fu presidente del Consiglio dal 27 febbraio al 6 dicembre 1892, presidente del Senato dal 1896 al 1899 e infine, il 18 febbraio 1899 fu eletto presidente della Repubblica francese.

## Presidente della Repubblica
Il mandato presidenziale di Loubet fu segnato da un'intensa vita diplomatica con i Paesi confinanti in politica estera, mentre all'interno dalla fine delle tensioni sociali scoppiate ad opera dell'Affare Dreyfus. Il presidente infatti, nel settembre del 1899 concesse la grazia presidenziale ad Alfred Dreyfus, l'ufficiale ebreo ingiustamente accusato di spionaggio a favore della Germania, in un clima di campagna antisemita fomentato dai circoli politici più reazionari. Più conosciuta è invece la sua politica diplomatica: nel marzo del 1899 delimitò con la Gran Bretagna le zone di influenza coloniale dei due paesi in Africa dopo la crisi di Fascioda. Loubet migliorò anche i rapporti, in precedenza tesi, con l'Italia, con la quale nel dicembre del 1900 concluse un accordo in base al quale riconosceva al governo di Roma le mire espansionistiche sulla Libia, in cambio del riconoscimento del protettorato francese sul Marocco. Il miglioramento dei rapporti franco-italiani continuò negli anni successivi: nel 1901 una squadra navale italiana giunse nel porto di Tolone, dove il Duca di Genova, cugino e zio del re Vittorio Emanuele III, consegnò al presidente francese la più alta onorificenza italiana, il collare dell'Annunziata; nel luglio del 1902 si concluse l'accordo segreto Prinetti-Barrère, che stabiliva la neutralità tra Francia e Italia nel caso di un'aggressione militare da parte di un altro Stato; nel 1904 infine, per ricambiare la visita del monarca italiano a Parigi, Loubet compì un viaggio di Stato a Roma. Era la prima volta che un capo di Stato cattolico visitava la città dopo la Presa di Roma; questo provocò la vivace protesta di papa Pio X nei confronti del presidente francese, il quale però, appena rientrato in Francia, sostenuto dai partiti di sinistra, avviò una politica di legislazione anticlericale, culminata con la legge di separazione tra Stato e Chiesa del 9 dicembre 1905, che garantiva la piena laicità delle strutture statali. Ma il momento più importante della presidenza di Loubet fu la firma, l'8 aprile 1904, dell'Entente cordiale con la Gran Bretagna, un accordo, preceduto dagli scambi di visite dei capi di Stato inglese e francese a Londra e Parigi, in funzione antitedesca, precursore della futura Triplice intesa. Scaduto il suo mandato il 18 febbraio 1906, Émile Loubet si ritirò a vita privata, morendo il 20 dicembre 1929, a novant'anni.